# ويل بوتير
ويل بوتير (بالإنجليزية: Will Potter)‏ هو صحفي أمريكي، ولد في 1980.

## وصلات خارجية
- ويل بوتير على موقع IMDb (الإنجليزية)
- ويل بوتير على موقع ميوزك برينز (الإنجليزية)